# Mehrhalskolben

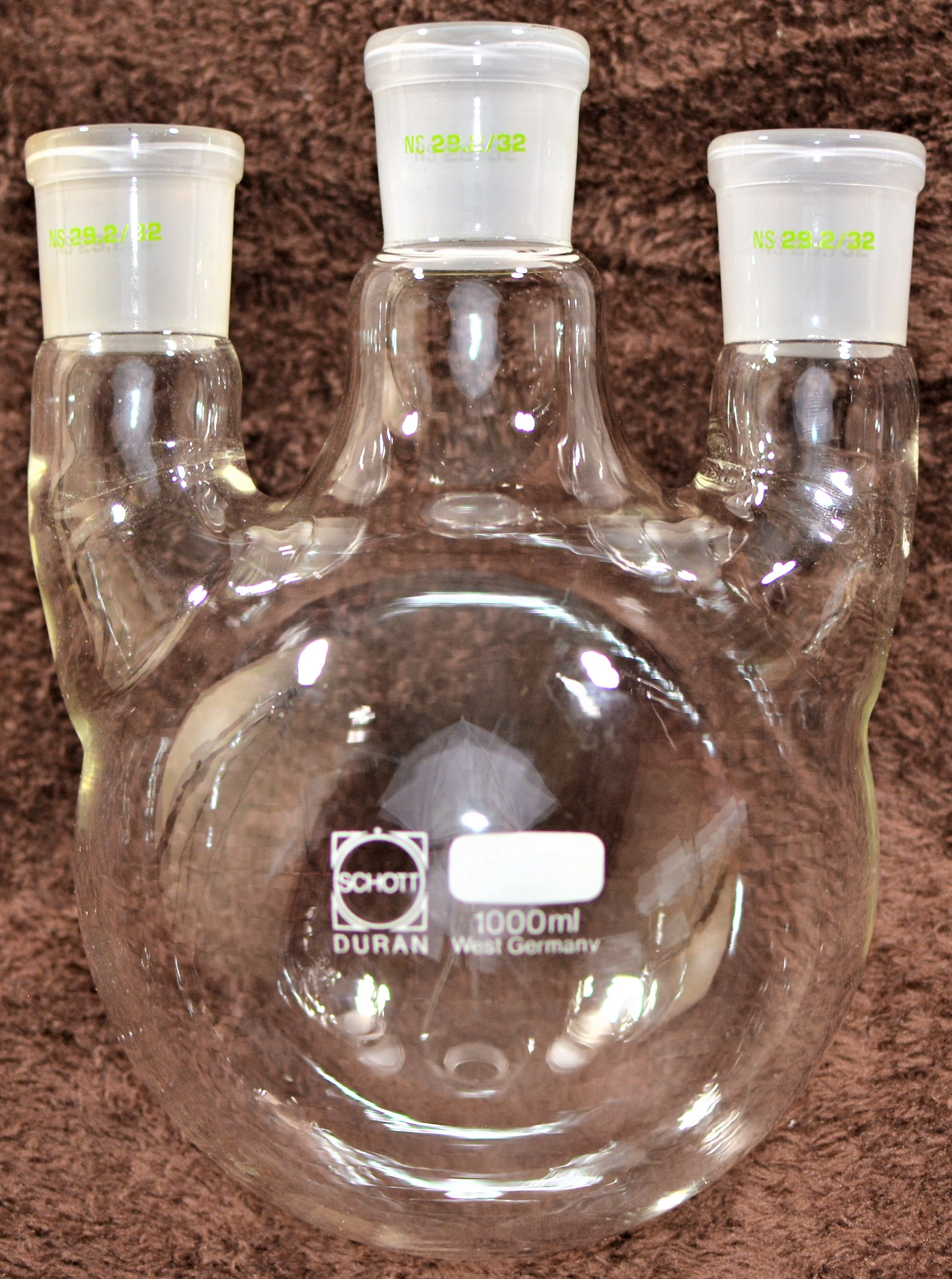
Dreihalskolben mit parallel verlaufenden Seitenhälsen

Zweihalskolben (links) mit schrägem Seitenhals und ein Dreihalskolben (rechts) mit zwei schrägen Seitenhälsen.

Frontansicht der Kolben sowie dreihalsige Version mit parallel verlaufenden Seitenhälsen.

Mehrhalskolben werden in chemischen Labors als Gefäße in der Synthesechemie zur Destillation, Extraktion, Synthese und Ähnlichem verwendet. Sie sind meist aus Glas ausgeführt.
Mehrhalskolben sind Rundkolben – oder seltener Spitzkolben –, an denen sich zwei, drei oder mehr mit einer Schliffhülse versehene Hälse (Öffnungen) befinden. Diese Öffnungen werden genutzt, um den Kolben gleichzeitig z. B. mit einem Kühler oder Rührer sowie Messgeräten oder einem Tropftrichter zu verbinden. Je nach Anzahl der Öffnungen werden die Kolben als Rundkolben (Einhalskolben) sowie als Zwei- oder Dreihalskolben bezeichnet. Bei Zwei- bzw. Dreihalskolben befinden sich die Seitenhälse entweder parallel zum mittig angebrachten Hals oder um 7° bis 20° schräg nach außen geneigt.
Ein bereits im Mittelalter angewandtes Doppelballon-Kolbenglas wurde als nunnenglas („Nonnenglas“) bezeichnet.